# Cyathea mildbraedii
Cyathea mildbraedii là một loài thực vật có mạch trong họ Cyatheaceae. Loài này được (Brause) Domin mô tả khoa học đầu tiên năm 1929.